# Roland Silbernagl

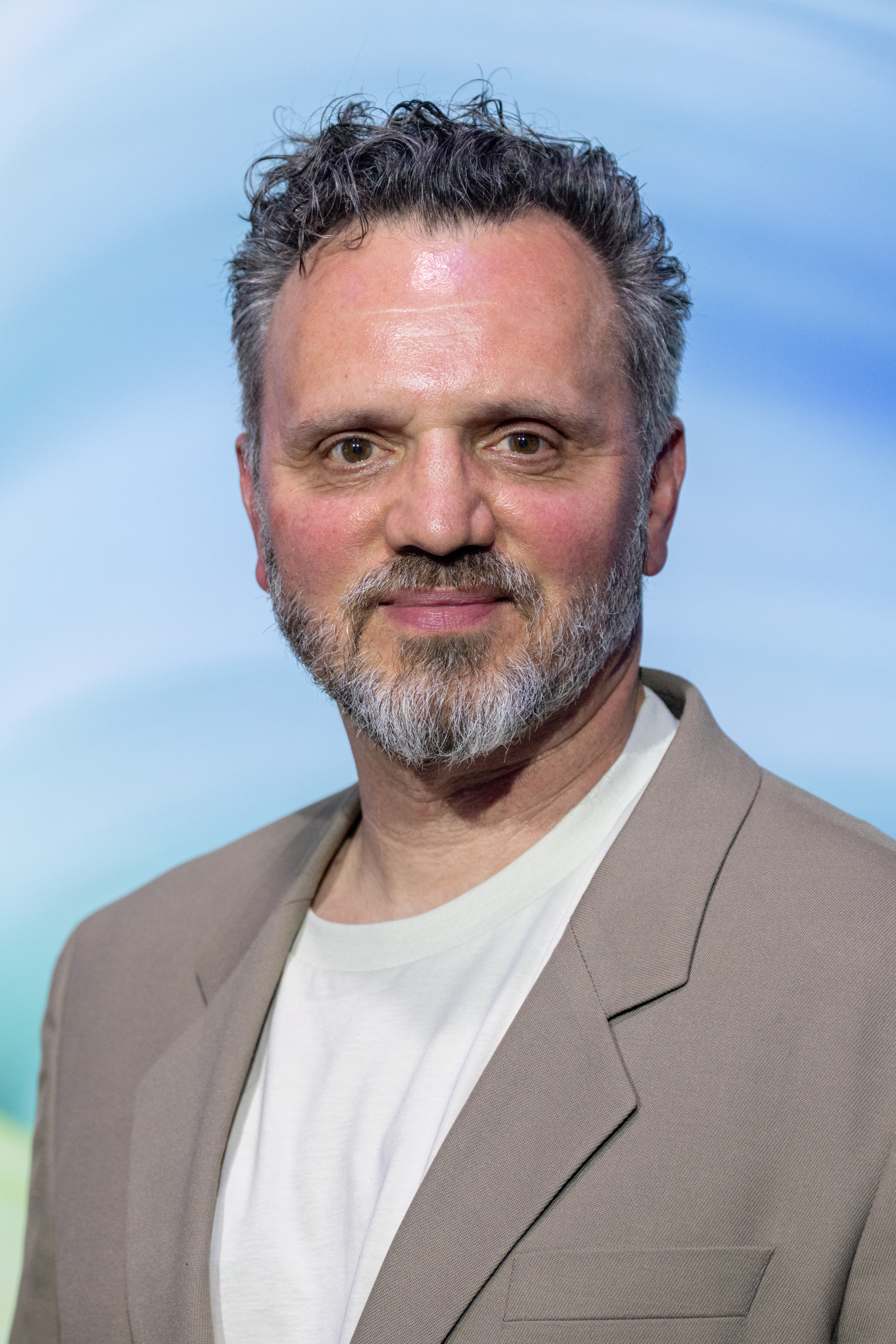
Roland Silbernagl (2025)

Roland Silbernagl (* 19. Jänner 1971 in Innsbruck, Tirol) ist ein österreichischer Schauspieler.

## Leben

### Ausbildung und Theater
Roland Silbernagl besuchte die Volks- und Hauptschule in Stumm. Anschließend ging er ein Jahr auf die Gartenbaufachschule in Langenlois und absolvierte eine dreijährige Ausbildung zum Gärtner. Seine Schauspielausbildung erhielt er von 1991 bis 1995 an der Schauspielschule Cingl/Fröhlich am Tiroler Landestheater. 1995 trat er am Tiroler Landestheater als Malcolm in Macbeth (Regie: Dieter Hübsch) auf. 1996 gastierte er bei den Schlossfestspielen Ettlingen als Mariolino in einer Bühnenfassung von Don Camillo und Peppone. Er hatte anschließend feste Theaterengagements an den Städtischen Bühnen Osnabrück (1997–1999) und am Staatstheater Mainz (1999–2002). 
Zu seinen Bühnenrollen gehörten u. a. William in The Black Rider (1997; Städtische Bühnen Osnabrück, Regie: Holger Hauer), Riff Raff in The Rocky Horror Picture Show (1998; Städtische Bühnen Osnabrück, Regie: Axel Stöcker), Prinz Hettore Gonzaga in Emilia Galotti (1999; Städtische Bühnen Osnabrück, Regie: Norbert Hilchenbach), der Fotograf Seidenschnur in Die Kassette von Carl Sternheim (2000; Staatstheater Mainz, Regie: Tobias Wellemeyer), Fritz in der Operette Die Großherzogin von Gerolstein (2000; Staatstheater Mainz, Regie: Michael Quast), Florino Aretusi in Der Diener zweier Herren (2001; Staatstheater Mainz, Regie: Janusz Kica) und Lövborg in Hedda Gabler (2001; Staatstheater Mainz, Regie: Ulrich Greb). 
Seit 2003 ist er als freiberuflicher Schauspieler tätig. Im Oktober 2003 gründete er gemeinsam mit Glenn Goltz und Nicola Bramkamp die freie Theatergruppe „goltz+silber“. 2003/2004 initiierte und gründete er das Internationale Kulturfestival „stummer schrei“, das in Tirol stattfindet. Er war dort bis 2013 als Regisseur und Künstlerischer Leiter tätig. 
Von 2003 bis 2007 gastierte er regelmäßig am Schlosstheater Moers, u. a. als Rosenkrantz, Totengräber und Fortinbras in Hamlet (2004; Regie: Ulrich Greb), als Bösel in Indien (2006; Regie: Ulrich Greb), in 21 Gramm  (2007; Regie: Ulrich Greb) und in der Titelrolle von König Ubu  (2007;  Regie: Barbara Wachendorff). 2005 wirkte er am Schlosstheater Moers in dem Theaterprojekt Ich muss gucken, ob ich da bin, einer Theaterproduktion mit sieben demenzkranken Darstellern, mit.
2008 gastierte er an der Oper Bonn als Baron de Gondremarck in der Operette Pariser Leben. In der Spielzeit 2009/10 übernahm er die Partie des Webers Zettel in The Fairy Queen von Henry Purcell am Theater Hagen. In der Spielzeit 2013/14 interpretierte er am Theater Bonn und an den Kammerspielen Bad Godesberg die Rolle des Malte Focke in dem musikalischen Liederabend Eltern von Franz Wittenbrink; seine Partner waren u. a. Benjamin Grüter, Therese Hämer und Jonas Minthe. Im Januar 2015 gastierte Silbernagl in den Rollen Gaunt und Edward IV (York) in der Theaterproduktion Königsdramen (Teil I [Träume]; Teil II [Trümmer]) nach Motiven der Königsdramen, u. a. Richard III., von William Shakespeare.

### Film und Fernsehen
Neben der Theaterarbeit war Roland Silbernagl in verschiedenen Film- und Fernsehproduktionen zu sehen. 2003 hatte er eine Nebenrolle in dem Kinofilm Rosenstraße von Margarethe von Trotta; er spielte einen jüdischen Ordner. In dem Kinofilm Liebe ist möglich verkörperte er den 30-jährigen Chemiker Armin O., der als Kandidat an der Reality-Show Liebe ist möglich, einem Nachahmerformat der Fernsehsendung Big Brother, teilnimmt. In dem Fernsehfilm Spuren des Bösen – Racheengel (2012) spielte er, an der Seite von Juergen Maurer, den Wiener Kriminalbeamten Leo Jeuk. Diese Rolle spielte Silbernagl auch in den weiteren Filmen der ZDF-Fernsehreihe. 
In dem Kölner Tatort-Krimi Der Fall Reinhardt (Erstausstrahlung: März 2014) spielte er den Brandermittler Uwe Schatz. In dem Märchenfilm Die weiße Schlange (2015), der im Dezember 2015 im ZDF erstausgestrahlt wurde, spielte er den Vater des jungen Bauernsohns Endres.  
Mehrfach wirkte er auch in Episodenrollen in der österreichischen Krimiserie SOKO Kitzbühel mit. Er spielte 2005 den Taxichauffeur Martin Wagner, 2009 die Rolle des Elmar Esterbauer, des langjährigen Verehrers der Episodenfigur Natalie, und 2014 den rebellischen Jungbauern Paul Gander. 
Silbernagl hatte außerdem Episodenrollen u. a. in den Serien Die Rosenheim-Cops (2003; als Steuerprüfer und Mordopfer Uwe Dorfner), Forsthaus Falkenau (2006; als verdächtiger Hundehalter Thomas Strasser), SOKO Köln (2009; als Chemiker und Mordopfer Martin Wagner), Vier Frauen und ein Todesfall (2010; als aggressiver Bruder Jackie Lettner), SOKO Wien (2012; als Oberstleutnant Riesling), Heiter bis tödlich: Zwischen den Zeilen (2013; als Schäfer, Chef eines Lieferservices für Essen auf Rädern), Heldt (2015; als Geschäftsmann Uwe Petzold) und SOKO Köln (2016; als Kfz-Mechaniker Ingo Scheuer). Im Jänner 2018 war Silbernagl in der österreichischen Fernsehserie SOKO Kitzbühel erneut in einer Episodenrolle zu sehen, diesmal als Forellenzüchter Markus Oberlechner, der aus Liebe zum Mörder wird. In der Auftaktfolge der 10. Staffel der TV-Serie SOKO Stuttgart (Erstausstrahlung: September 2018) hatte er eine Episodenhauptrolle als  Holger Spellerberg, der als Vorsitzender einer Elterninitiative, die eine Kita betreibt, unter Tatverdacht gerät. In der 11. Staffel der österreichischen TV-Serie SOKO Donau (2019) übernahm Silbernagl eine der Episodenrollen als Hausmeister Willi Bucek und Nachbar von Major Carl Ribarski. In der 34. Staffel der ZDF-Serie SOKO München (2020) hatte er eine Episodenhauptrolle als tatverdächtiger Liebhaber einer ermordeten Kunstprofessorin. In der 21. Staffel der ZDF-Serie SOKO Leipzig (2020) übernahm er eine der Episodenhauptrollen als tatverdächtiger Hobby-Archäologe Oswald Weigel.
Silbernagl lebt in Köln und Bonn.

## Auszeichnungen
- 2020: Bester Schauspieler für die Rolle Zingerle im gleichnamigen Film Zingerle[13]
- 2025: Nominierung Bester männlicher Darsteller für die Rolle Sepp in Elfi beim Österreichischen Filmpreis 2025

## Filmografie (Auswahl)
- 2003: Die Rosenheim-Cops (Folge: Der Rivale im Kofferraum); Fernsehserie
- 2003: Rosenstraße (Kinofilm)
- 2003: Liebe ist möglich (Kinofilm)
- 2005: SOKO Kitzbühel (Folge: Au-pair); Fernsehserie
- 2006: Forsthaus Falkenau (Folge: Herausforderungen); Fernsehserie
- 2009: SOKO Köln (Folge: Liebesverrat); Fernsehserie
- 2009: SOKO Kitzbühel (Folge: Geheime Genüsse); Fernsehserie
- 2010: Vier Frauen und ein Todesfall (Folge: Sondermüll); Fernsehserie
- 2012: Spuren des Bösen – Racheengel; Fernsehreihe
- 2012: SOKO Donau SOKO Wien (Folge: Zimmer 312); Fernsehserie
- 2013: Heiter bis tödlich: Zwischen den Zeilen (Folge: Tote haben keinen Hunger); Fernsehserie
- 2014: Tatort: Der Fall Reinhardt; Fernsehreihe
- 2014: SOKO Kitzbühel (Folge: Terra Cara); Fernsehserie
- 2014: Spuren des Bösen – Schande; Fernsehreihe
- 2015: Spuren des Bösen – Liebe; Fernsehreihe
- 2015: Heldt (Folge: Carlos letzte Liebe); Fernsehserie
- 2015: Die Rosenheim-Cops (Folge: Tod eines Engels); Fernsehserie
- 2015: Die weiße Schlange (Fernsehfilm)
- 2015: SOKO Donau/SOKO Wien (Folge: Gottes innerer Schweinehund); Fernsehserie
- 2016: SOKO Köln (Folge: Scham); Fernsehserie
- 2016: Die Toten vom Bodensee (Stille Wasser); Fernsehreihe
- 2016: Über Barbarossaplatz (Fernsehfilm)
- 2016: Helen Dorn – Die falsche Zeugin; Fernsehreihe
- 2016: Landkrimi – Sommernachtsmord (Fernsehfilm)
- 2017: Helen Dorn – Gnadenlos; Fernsehreihe
- 2017: Schnell ermittelt (Folge: Einsamkeit); Fernsehserie
- 2017: Neben der Spur – Dein Wille geschehe; Fernsehreihe
- 2017: Helen Dorn – Verlorene Mädchen; Fernsehreihe
- 2018: SOKO Kitzbühel (Folge: Kein Weg zurück); Fernsehserie
- 2018: Spuren des Bösen – Wut; Fernsehreihe
- 2018: Heldt (Folge: Täuschungen); Fernsehserie
- 2018: Helen Dorn – Schatten der Vergangenheit; Fernsehreihe
- 2018: SOKO Stuttgart (Folge: Piratennest); Fernsehserie
- 2018: Der Mordanschlag (Fernsehfilm)
- 2019: SOKO Donau/SOKO Wien (Folge: Hausfreunde); Fernsehserie
- 2019: Die Spur der Mörder (Fernsehfilm)
- 2019: Der König von Köln (Fernsehfilm)
- 2019: Was wir wussten – Risiko Pille (Fernsehfilm)
- 2019: Wir wären andere Menschen (Fernsehfilm)
- 2020: Der Bergdoktor (Folge: Die große Kälte); Fernsehserie
- 2020: SOKO München (Folge: Ein kunstvoller Tod); Fernsehserie
- 2020: SOKO Leipzig (Folge: Vandalengold); Fernsehserie
- 2020: Enfant Terrible (Kinofilm)
- 2020: Landkrimi – Das Mädchen aus dem Bergsee; Fernsehreihe
- 2021: Die Chefin (Folge: Abgehängt); Fernsehserie
- 2021: Todesurteil – Nemez und Sneijder ermitteln; Fernsehreihe
- 2021: Der Pass; Fernsehserie
- 2022: Bettys Diagnose (Folge: Wagnisse); Fernsehserie
- 2022: Wild Republic (Folge: 1 und 8); Fernsehserie
- 2022: Bettys Diagnose (Folge: Gefunden); Fernsehserie
- 2022: Riesending – Jede Stunde zählt; Fernsehfilm
- 2022: Die Füchsin: Alte Sünden; Fernsehreihe
- 2023: Am Ende – Die Macht der Kränkung; Fernsehserie
- 2023: SOKO Donau/SOKO Wien (Folge: Gefährliche Einkehr); Fernsehserie
- 2023: Tatort: Des anderen Last; Fernsehreihe
- 2024: Elfi
- 2025: Totenfrau (Fernsehserie)